# Marie Karenová
Marie Karenová (* 1950 Praha) je česká malířka, restaurátorka a fotografka.

## Životopis
V roce 1975 dokončila studium na Vysoké škole uměleckoprůmyslové v Praze. Po studiích se věnovala kreslenému filmu, ilustraci dětských časopisů, módním přehlídkám na Bertramce a návrhům kostýmů pro Černé divadlo Jiřího Srnce a divadelní soubor Imaginativ. Od roku 1979 působila jako vedoucí skupiny restaurátorů v Restaurátorských ateliérech v Praze, také se věnuje malířství.
První samostatnou výstavu obrazů „Krajiny – Island“ uspořádala již v roce 1981 v Praze na Smíchově. Od roku 1989 se zabývala restaurováním textilu ze sbírek Židovského muzea, Uměleckoprůmyslového musea, Národní galerie Praha a Pražského hradu. Pro výstavu Sláva barokní Čechie pořádanou v roce 2001 Národní galerií v Praze restaurovala rokokové šaty Ullriky von Lewetzow, přítelkyně Johanna Wolfganga von Goethe. Mezi významnější práce pro Arcidiecézní muzeum v Olomouci patří restaurování textilních částí kočáru arcibiskupa Troyera, církevní korouhve pro muzeum města Kravaře, rozměrné nástěnné koláže pro firmu Tonak v Novém Jičíně. Do expozice zámku ve Stráži nad Nežárkou vytvořila repliky divadelních kostýmů Emy Destinnové, spolupracuje s Muzeem historických kočárů v Čechách pod Kosířem.
Od roku 1989 žije střídavě v Praze a Boříkovicích. Od roku 1997 působila jako učitelka výtvarné výchovy na gymnáziu v Králíkách a krátce na Střední škole uměleckoprůmyslové v Ústí nad Orlicí. V současné době vyučuje výtvarný obor ZUŠ v Králíkách a na Střední katolické škole v Praze. Nadále se věnuje restaurování textilu a volné tvorbě.

## Výstavy a projekty
- 1981 Krajiny – Praha Futurum
- 2001 ARTEX – Králíky, Miedzylesie, Vysoké Mýto, Wroclaw
- 2002 Galerie CQ v Klodzku, samostatná výstava „Nebe – peklo“
- 2002 Muzeum Žamberk, Muzeum Králíky – skupinová výstava
- 2004 Orlický salon Rychnov nad Kněžnou – skupinová výstava
- 2008 Galerie umění KOK pARTner v Klodzku – samostatná výstava
- 2010 Obrazy země – výstava Muzeum Králíky
- 2011 3 + 2 společně – výstava fotografií, Galerie U Přívozu Studijní a vědecké knihovny v Hradci Králové